# Val Curtegns

Die Val Curtegns, rechts der Piz Mez, links Piz Cagniel und Usser Wissberg.

Die Val Curtegns ⓘ (rätoromanisch val ‚Tal‘ und Curtegns zu rätoromanischen im Idiom Surmiran Mehrzahl von curtegn für ‚Baumgarten, eingefriedetes Grundstück‘) ist ein Tal im Schweizer Kanton Graubünden bei Radons in der Gemeinde Surses. Es ist 5,8 km lang und bis zu 2,6 km breit.
Das Tal Val Nandro ist ein linksseitiges Nebental des Oberhalbsteins und reicht von Savognin bis nach Radons, wo es sich in zwei Nebentäler aufteilt: Die linksseitige Val Schmorras und die rechtsseitige Val Curtegns. Die Val Curtegns reicht von der Alp Curtegns bei Radons (1852 m) bis zu den Pässen Fuorcla Starlera (2516 m), Fuorcla Curtegns (2657 m) und Fuorcla Cagniel (2748 m) hinauf. Über die Fuorcla Starlera kann via Val Starlera das Averstal und über die Fuorcla Curtegns und die Fuorcla Cagniel via Val Gronda die Val Faller erreicht werden. Eingeschlossen wird das Tal linksseitig vom Piz Mez (2717 m) und vom Murter (2752 m) und rechtsseitig vom Piz Cagniel (2975 m), vom Piz Forbesch (3261 m) und vom Piz Arblatsch (3203 m).
Die Val Curtegns wird von der Ava da Curtegns durchflossen, die bei Radons mit der Ava da Schmorras zusammen und unter dem Namen Ava da Nandro und später Schletg  weiterfliesst. Bei Savognin fliesst der Bach in die Julia.